# Macutella lutea
Macutella lutea är en insektsart som beskrevs av Evans 1972. Macutella lutea ingår i släktet Macutella och familjen dvärgstritar. Inga underarter finns listade i Catalogue of Life.